# روي جونسون (لاعب كرة قاعدة أمريكي)
روي جونسون (بالإنجليزية: Roy Johnson)‏ هو لاعب كرة قاعدة أمريكي، ولد في 27 يونيو 1959 في باركين في الولايات المتحدة، وتوفي في 26 يناير 2009 في كامبيتشي في المكسيك بسبب نوبة قلبية.

## وصلات خارجية
- روي جونسون على موقع دوري كرة القاعدة الرئيسي (الإنجليزية)
- روي جونسون على موقعبيزبول رفرنس.كوم (الدوري الرئيسي) (الإنجليزية)
- روي جونسون على موقعبيزبول رفرنس.كوم (الدوري الثانوي) (الإنجليزية)